# Есенкент (станція метро)
40°55′15″ пн. ш. 29°09′58″ сх. д. / 40.9207° пн. ш. 29.1662° сх. д.
Есенкент (тур. Esenkent) — станція лінії М4 Стамбульського метро. Відкрита 17 серпня 2012 року поряд з п'ятнадцятьма іншими станціями у черзі Ускюдар — Картал.
Конструкція — станція глибокого закладення, має острівну платформу та дві колії.
Розташована під автострадою D.100, трохи на захід від ТПВ Джевізлі у кварталі Есенкент району Малтепе.
Пересадки:Автобуси:16B, 16C, 16KH, 16S, 16U, 16Y, 16Z, 17K, 17P, 21K, 21U, 130, 130A, 130Ş, 500T, E-10, KM30, KM33, Маршрутки: Гарем — Гебзе, Кадикьой — Угур-Мумджу